# غروه رضا معيني (غرمسير أردستان)
غروه رضا معیني (بالفارسية: گروه رضامعینی) هي منطقة سكنية تقع في إيران في أصفهان.